# Christbaumschmuck

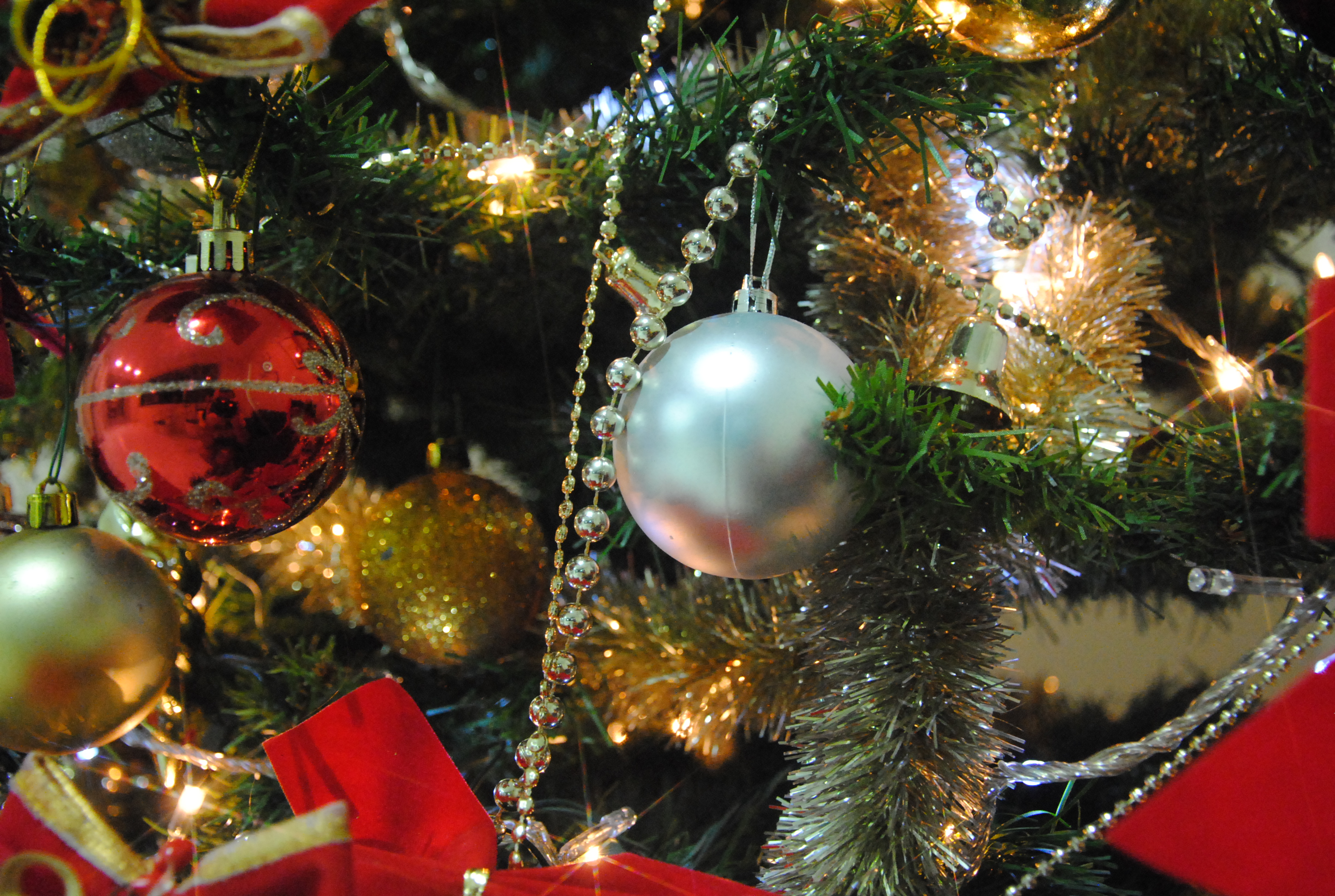
Christbaumschmuck

Der Christbaumschmuck oder Weihnachtsbaumschmuck umfasst alle dekorativen Elemente, mit denen der Weihnachtsbaum geschmückt wird, im weiteren Sinne auch die Kerzen.

## Geschichte

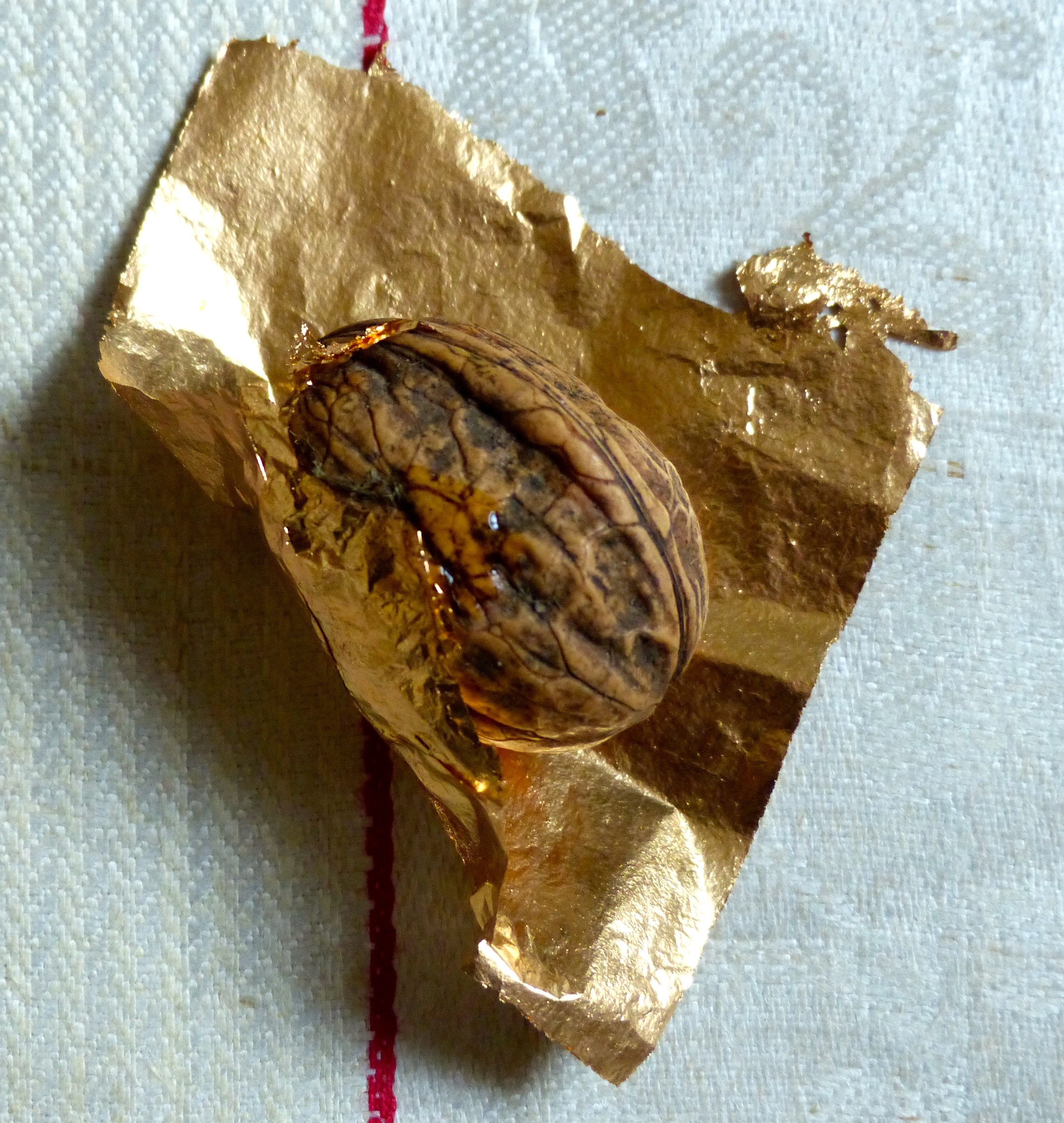
Rauschgold zur Verzierung von Walnüssen

Nach den aktuellen Erkenntnissen der Forschung hat sich der Weihnachtsbaum aus dem Paradiesbaum (Paradeisl) entwickelt,[Beleg?]  der bei den mittelalterlichen Paradiesspielen am 24. Dezember verwendet wurde. Der Paradiesbaum wurde vor allem mit Äpfeln geschmückt, aber auch mit Backwaren und bunten Blüten aus Papier. Nach den vorliegenden Quellen waren die ersten bekannten Weihnachtsbäume im Elsass auch mit diesen Elementen geschmückt. Anfang des 20. Jahrhunderts gehörten Adam und Eva sowie eine Schlange zum traditionellen Christbaumschmuck in Norddeutschland, da der 24. Dezember in der Liturgie der Gedenktag Adam und Evas war. In der Paradieserzählung der Bibel (Gen 3 ) verleitete eine Schlange Eva und Adam dazu, entgegen der Weisung Gottes von der verbotenen Frucht des „Baums der Erkenntnis“ – meist als Apfel dargestellt – zu essen. Dieser Sündenfall durch Ungehorsam des ersten Adam wurde nach christlichem Verständnis durch die Geburt des zweiten Adam Jesus Christus an Weihnachten, sein Leben und seinen Gehorsam „bis zum Tod am Kreuz“ gesühnt (Röm 5,12–21 ; Phil 2,8 ). 
Da vor dem 19. Jahrhundert vor allem Äpfel (meist Weihnachtsäpfel), Nüsse, Gebäck und Zuckerzeug an den Baum gehängt wurden, hieß der Weihnachtsbaum regional auch Zuckerbaum. So nennt ihn auch der Dichter Jean Paul in seinem 1797 erschienenen Roman Der Jubelsenior: „In einigen der nächsten Häuser waren schon die Frucht- oder Zuckerbäume angezündet und die (…) Kinder hüpften um die brennenden Zweige und um das versilberte Obst.“ Bei E. T. A. Hoffmann heißt es in seinem Märchen Nussknacker und Mausekönig: „Der große Tannenbaum in der Mitte trug viele goldne und silberne Äpfel, und wie Knospen und Blüten keimten Zuckermandeln und bunte Bonbons und was es sonst noch für schönes Naschwerk gibt, aus allen Ästen.“
Neben Süßigkeiten spielten sehr früh auch vergoldete und versilberte Elemente eine wichtige Rolle, vor allem Äpfel und Nüsse. Es gab zunächst keinen gewerblich hergestellten Christbaumschmuck, sondern er wurde vollständig von den Familien hergestellt, in der Regel für jedes Weihnachtsfest neu. Hierfür erschienen etliche Bücher mit entsprechenden Bastelanleitungen und Dekorationsvorschlägen. Dieser Brauch hielt sich bis ins 20. Jahrhundert, wurde aber allmählich durch den neu eingeführten Glasschmuck und das industriell gefertigte Lametta weitgehend verdrängt.
Eine Sonderstellung nimmt der für die Zeit der beiden Weltkriege hergestellte Christbaumschmuck ein. Während des Ersten Weltkriegs wurden Christbaumkugeln in Form von Bomben und Granaten produziert, auch Christbaumschmuck in Form von Kriegsschiffen und Flugzeugen wurde an den Weihnachtsbaum gehängt. Zudem gab es Christbaumkugeln mit dem Motiv des Eisernen Kreuzes. Während des Zweiten Weltkriegs schmückten NS-Angehörige ihre Weihnachtsbäume mit Christbaumkugeln, an denen NS-Symbole (vorzugsweise das Hakenkreuz) aufschienen. Auch der Kopf von Adolf Hitler wurde als Christbaumschmuck nachgebildet.

## Arten

### Gebäck und Süßigkeiten
Die ältesten Berichte über geschmückte Weihnachtsbäume erwähnen fast ausschließlich essbaren Baumbehang. Seit dem 18. Jahrhundert sehr beliebt waren so genannte Model-Gebäcke aus einem Teig, der im fränkischen Raum Eierzucker und in Schwaben sowie Bayern Springerle genannt wurde. Bereits im Mittelalter wurden Model für Festgebäcke verwendet. Viele Motive, die als Baumschmuck fungierten, hatten mit Weihnachten nichts zu tun, sondern entsprachen dem jeweiligen Zeitgeist. Häufig wurden Tiere oder Spielzeug gemodelt. Das fertige Gebäck wurde in den Familien bunt verziert. Im 19. Jahrhundert wurden häufig Lebkuchen mit Oblaten – auch Glanzbilder genannt – beklebt, die auch für Sammelalben bestimmt waren.
Neben Gebäck war sogenanntes Zuckerzeug als Schmuck üblich. Im 18. Jahrhundert wurden Zuckerpuppen aus Zuckermasse mit Hilfe von Formen hergestellt. Der Zucker wurde in der Folgezeit durch eine Masse ersetzt, die teilweise aus Tragant als Bindemittel bestand und daher so genannt wurde. Auch diese Masse wurde für Modelfiguren benutzt und dann bemalt. Die Zuckerbäcker fertigten solche Figuren vor Weihnachten in großen Mengen. Im 19. Jahrhundert kamen Figuren aus Marzipan hinzu, die meist in kleinen Körben oder Netzen an den Baum gehängt wurden. Als Motive waren Früchte oder Tiere populär. Außerdem kamen Zuckerstangen als Baumschmuck in Mode.

### Papier, Stroh und verwandte Materialien

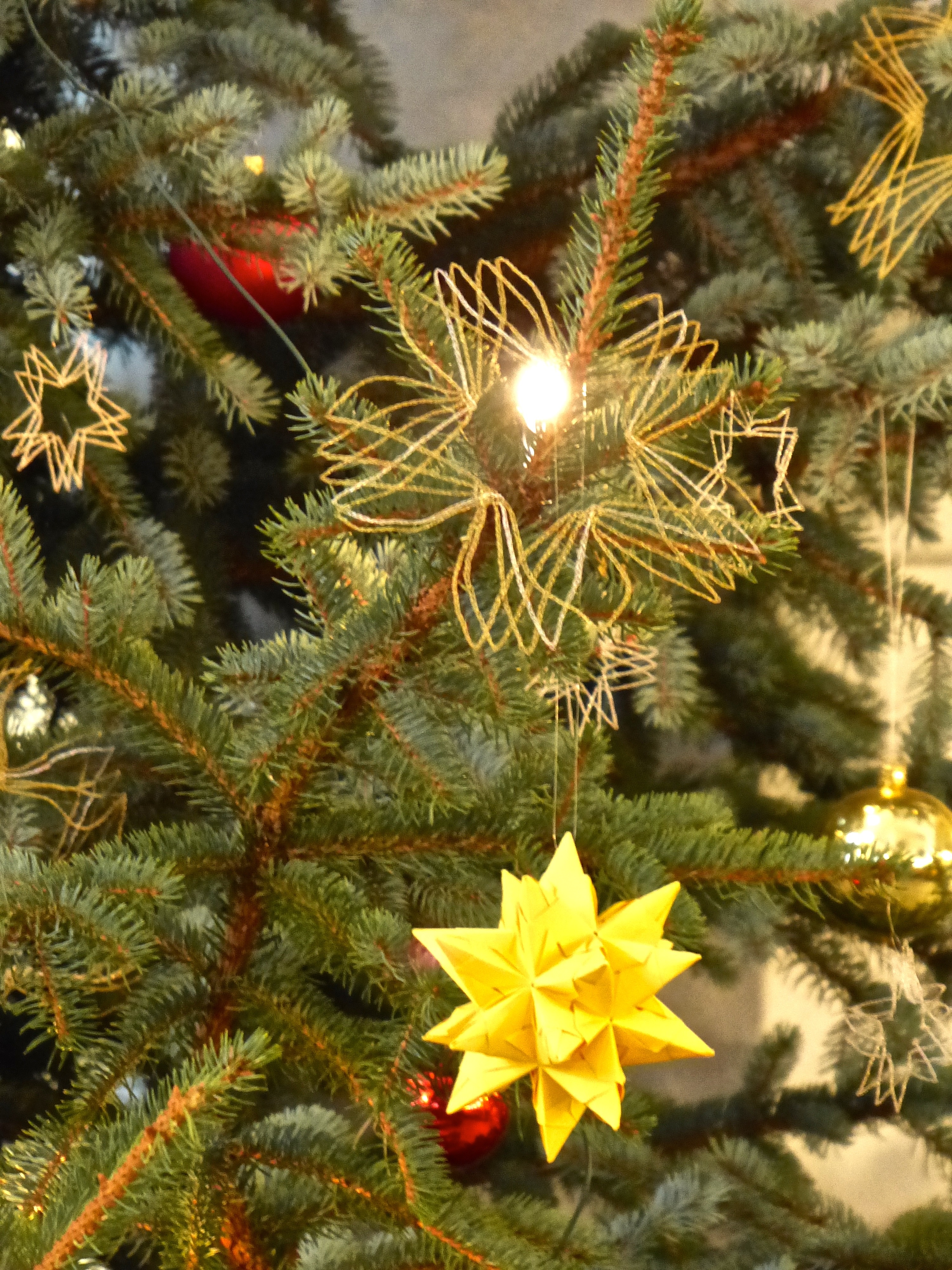
Sterne aus verschiedenen Materialien

Der Christbaumschmuck wurde vor dem 19. Jahrhundert in den Familien vor allem selbst hergestellt, auch wenn es auf den Weihnachtsmärkten bereits einige Schmuckelemente zu kaufen gab. Zum Beispiel wurden farbige Ketten aus Papier gebastelt, die um die Zweige geschlungen wurden. Aus festem farbigem Kartonpapier wurden allerlei Gegenstände ausgeschnitten und aufgehängt, es gab auch Anleitungen für dreidimensionale Objekte. Nach dem Aufkommen der Bilderbogen, die vor allem in Neuruppin hergestellt wurden, kamen diese als Baumschmuck in Mode. Christbaumschmuck aus Pappe wurde im 19. Jahrhundert auch massenweise industriell gefertigt, teilweise auch als Bastelsätze, aus denen zu Hause dann die Einzelelemente angefertigt wurden. Besonders attraktiv war der Pappschmuck als Metall-Imitat, die sogenannte Dresdner Pappe. Oft waren die Motive gar nicht weihnachtlich. Beliebt waren zum Beispiel Kutschen und Spielzeug, aber auch technische Gegenstände wie Lokomotiven oder Heißluftballons, und Anfang des 20. Jahrhunderts dann vor allem Zeppeline.
Im 19. Jahrhundert wurden auch häufig kleine Figuren aus Papier und Watte gefertigt, vor allem von Heimarbeitern in Sachsen und Thüringen. 1901 bot ein Breslauer Katalog zu Weihnachten 30 verschiedene Wattefiguren an. Von 1870 bis etwa 1910 war Sebnitz ein Zentrum handgefertigten Baumschmucks (Sebnitzer Christbaumschmuck). Auch Artikel aus Pappmaché wurden zu Weihnachten gewerblich hergestellt. Die traditionelle Anfertigung von Baumschmuck aus verschiedenen Materialien wie Papier, Stroh und Watte hat sich in einigen Familien bis ins 21. Jahrhundert gehalten und wird in der Vorweihnachtszeit auch in Kindertagesstätten und Grundschulen gepflegt. Ein besonders häufiges Motiv sind die Sterne.

### Glasschmuck

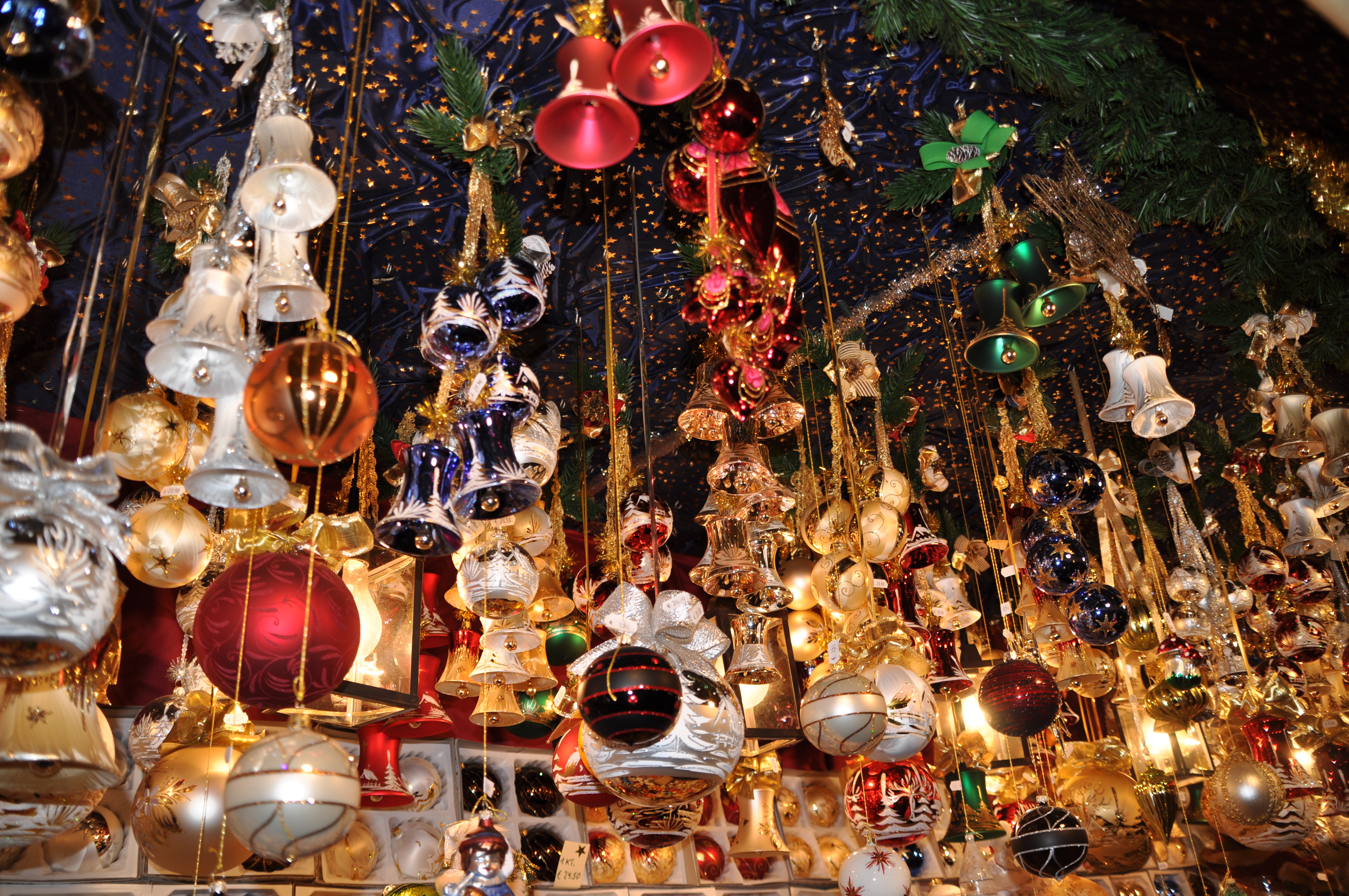
Christbaumschmuck aus Glas

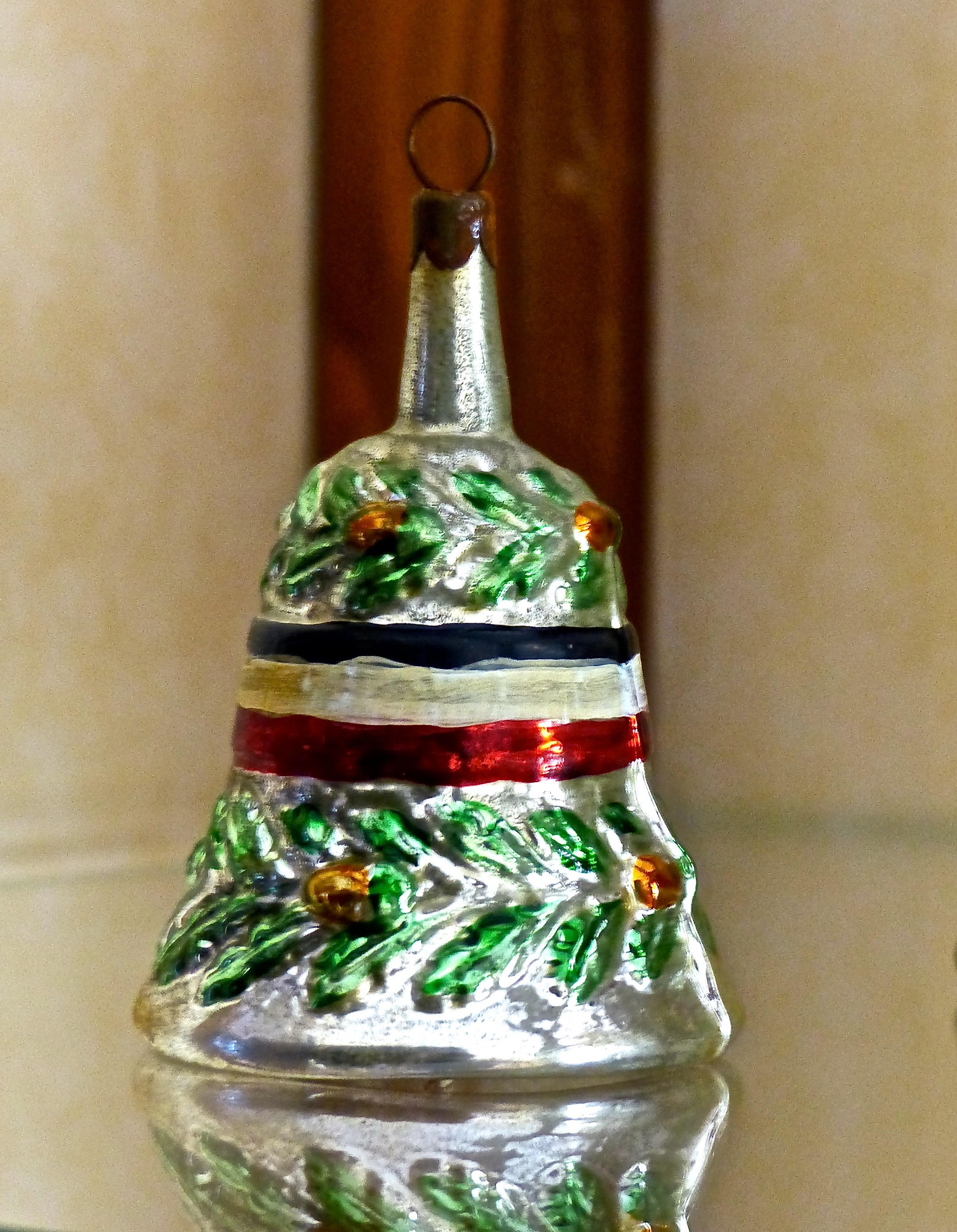
Christbaumschmuck aus dem Ersten Weltkrieg

Der gläserne Christbaumschmuck wurde seit der Mitte des 19. Jahrhunderts vor allem durch Heimarbeiter in Thüringen angefertigt. Einer Legende zufolge stammt die Idee, farbige Kugeln aus Glas für den Christbaum herzustellen, von einem armen Lauschaer Glasbläser, der sich im Jahr 1847 die teuren Walnüsse und Äpfel nicht leisten konnte (ähnliches wird aus den Nordvogesen berichtet). Er soll deshalb Olitätenfläschchen zu Glasschmuck für den Weihnachtsbaum aufgeblasen haben. Belegen lässt sich diese Geschichte nicht; das Rohmaterial musste in jedem Fall von einer Glashütte bezogen werden und war jedenfalls nicht umsonst. Erhalten ist das Auftragsbuch eines Glasbläsers, in dem 1848 zum ersten Mal ein Auftrag über sechs Dutzend „Weihnachtskugeln“ in verschiedenen Größen vermerkt ist; sie wurden also nicht für den eigenen Baum hergestellt.
In den Anfängen der Herstellung nutzten die Glasbläser eine gesundheitsschädliche Legierung aus Zinn und Blei zur Verspiegelung der Glasoberflächen. Ab 1870 bekamen die Kugeln ihren Glanz durch Silbernitrat, das auch heute noch bei der Spiegelherstellung benutzt wird. Den Vertrieb übernahmen die Verlagshäuser aus Sonneberg. Die Massenfertigung dieses neuen Baumschmucks wurde durch den Bau einer Gasanstalt im Jahr 1867 in Lauscha ermöglicht, denn nur eine sehr heiße Gasflamme ermöglichte das Blasen großer und dünnwandiger Kugeln. Vorher waren die Bunsenbrenner mit Rüböl und Paraffin betrieben worden. Die verspiegelten Kugeln wurden danach von den Familienangehörigen in Farbe getaucht und teilweise auch noch mit Glimmerpartikeln versehen.
1870 gelang es Justus von Liebig, Glaskörper mit einer Silberlösung zu beschichten und zum Glänzen zu bringen. Allerdings ging es Liebig bei seiner Erfindung nicht um Weihnachtsschmuck (Christbaumkugel), sondern um naturwissenschaftliches Gerät.
Um das Jahr 1880 importierte der US-Amerikaner Frank Winfield Woolworth die ersten Christbaumkugeln in die Vereinigten Staaten. Dadurch wurde die Produktion stark ausgeweitet. Bis 1939 wurden Kugeln und anderen figürlichen Christbaumschmuck in verschiedene Formen hineingeblasen. Mit der Gründung der Glasbläser-Genossenschaft des Meininger Oberlandes e.G. 1907 erhielt die Produktion nochmals einen Auftrieb und die Gewinnmargen für die Glasbläser stiegen. Mit ihrem Erfolg beim Export ihrer Glaswaren konnte auch die Auswirkungen von Inflation und Wirtschaftskrise in Deutschland gemildert werden.

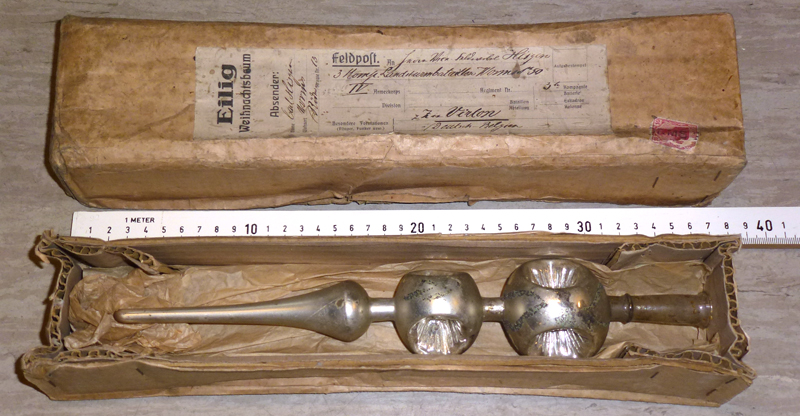
Feldpost-Päckchen aus dem Ersten Weltkrieg von Worms nach Virton. Inhalt eine Weihnachtsbaumspitze.

Zunächst waren die Thüringer Hersteller fast konkurrenzlos, nur in Gablonz im damaligen Böhmen wurde schon früh ein eigenständiger, neben Hohlglasperlen vor allem dünne Glasröhrchen verarbeitender Christbaumschmuck hergestellt, der mit dem Thüringischen etwa von Lauscha nur wenig gemeinsam hatte. Noch vor dem Ersten Weltkrieg stieg auch eine Wiener Firma in das Geschäft ein, und ab den 1930er Jahren gab es weitere Hersteller von Glasschmuck in Polen und auch in den Vereinigten Staaten, bis dahin der wichtigste Importeur.

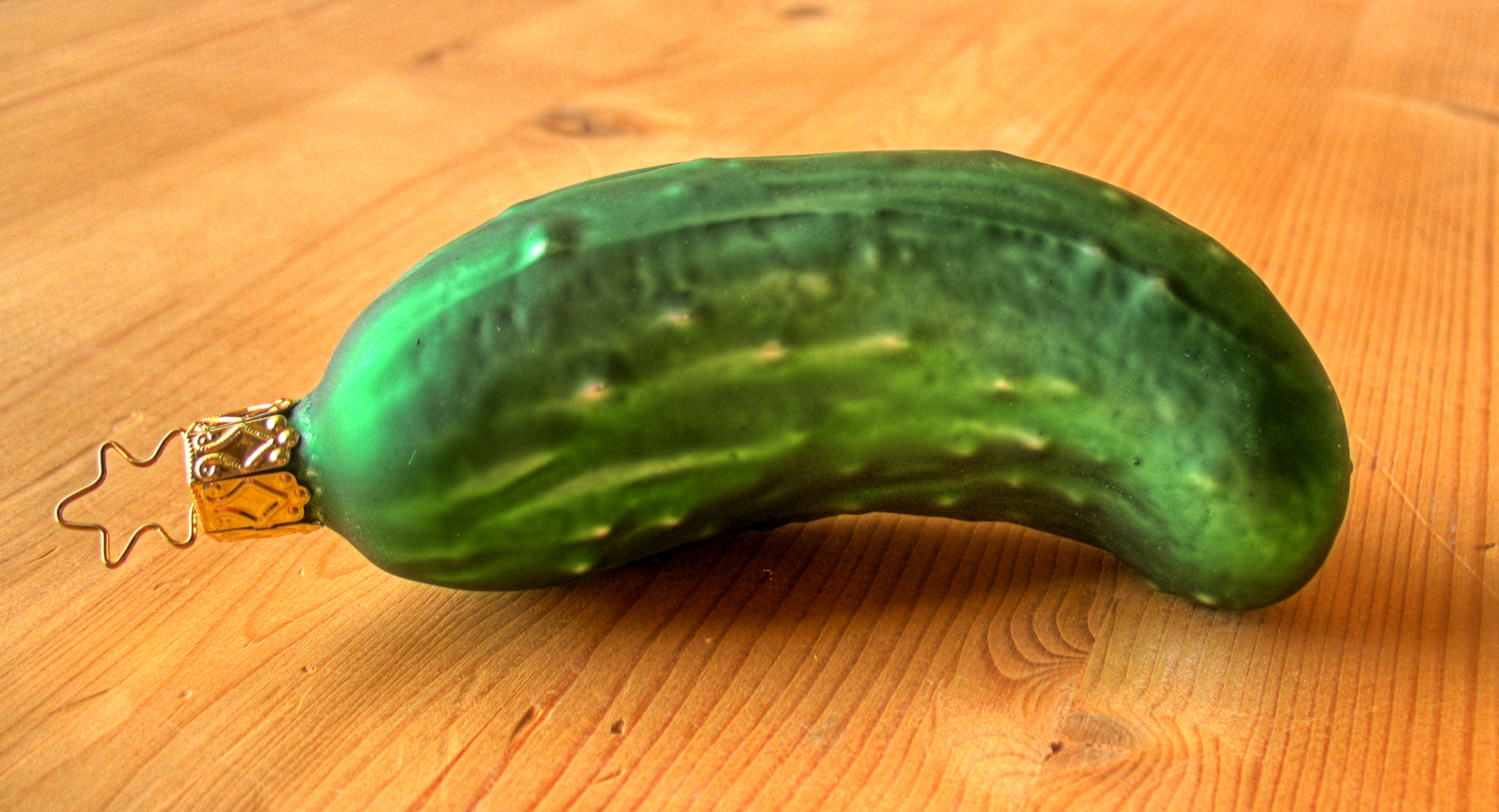
„Weihnachtsgurke“

Zwei Jahre nach Beendigung des Zweiten Weltkrieges nahmen die Familienbetriebe die Fertigung wieder auf. Später, in der DDR, übernahmen die Volkseigenen Betriebe (VEB) Glaskunst und Glasschmuck die Herstellung durch maschinelle Massenproduktion. In der Bundesrepublik Deutschland kamen seit den 1950er Jahren zunehmend Kugeln aus Kunststoff in Mode, die weniger zerbrechlich waren. In der Glasbläserstadt Lauscha wird heute noch in traditioneller Handwerkskunst der gläserne Christbaumschmuck hergestellt. Heute bieten alle großen Einzelhändler sowie die Weihnachtsmärkte eine große Auswahl von Christbaumschmuck in unterschiedlichstem Design an, darunter auch Kuriositäten wie Weihnachtsgurken.
Bei der Herstellung von mundgeblasenen Glaskugeln wird der Glasrohling langsam erwärmt, um die Spannung und das Risiko des Springens beim Aufblasen zu reduzieren. Anschließend wird das rohe Glasrohr in einer Flamme eines Gasbrenners auf etwa 800 °C erhitzt. Die Form beziehungsweise Figur wird nach ständigem gleichmäßigen Drehen durch Einblasen in Formen erzeugt. Der Glasbläser verwendet dafür aus einer speziellen Keramikmasse gefertigte Formen. In der Massenproduktion wird die Form, hier sind die Werkzeuge meist aus Graphit oder Metall, durch Maschinen hergestellt. Hier ist die Vielfalt aus technischen Gründen allerdings nicht so groß wie bei in Handarbeit hergestellten Artikeln. Bei schlichten, glatten Kugeln und anderen Grundformen wie etwa Oliven, Zwiebeln oder Baumspitzen werden die Artikel ohne Formen geblasen. Nach dem Entnehmen aus der Blasform werden die Kugeln nochmals kurz durch die Flamme geführt, um die durch das plötzliche Abkühlen entstandenen Spannungen abzubauen. Hierdurch wird das Risiko eines späteren Springens verringert. Zum Auskühlen werden die Kugeln dann auf ein sogenanntes Nagelbrett gesteckt; im maschinellen Verfahren werden die Kugeln auf eine Kühlstrecke gelegt, welche die Spannungen durch nochmaliges Aufheizen und langsames Abkühlen ebenso vermindert. Als Nächstes folgt die Beschichtung mit einer Silbernitratlösung im Inneren der Glaskugeln oder Figuren. Anschließend werden die Kugeln lackiert, verziert und der Anhänger wird angebracht, nachdem die Handhabe, bei mundgeblasenem Baumschmuck „Spieß“ genannt, entfernt worden ist.

### Kerzen
Die ersten Weihnachtsbäume waren noch nicht beleuchtet. Im 17. Jahrhundert kam in adligen Familien der Brauch auf, den Baum auch mit Kerzen zu schmücken; diese Mode wurde vom gehobenen Bürgertum aufgegriffen und setzte sich schließlich allgemein durch. Da Bienenwachs teuer war, wurde vor dem 19. Jahrhundert häufig Talg benutzt, der in Walnusshälften gegossen wurde. Erst die Erfindung von Stearin (1818) und Paraffin (1837) erlaubte die Herstellung preisgünstiger Kerzen.
Die Befestigung der Kerzen oder Talglämpchen erwies sich zunächst als schwierig, da es noch keine speziellen Kerzenhalter gab. Die oberen Schichten wickelten Wachsstöcke um die Zweige oder befestigten die Kerzen mit Hilfe von heißem Wachs direkt an den Zweigen, andere benutzten Nadeln zum Feststecken. 1867 wurden die ersten Kerzenhalter für Christbäume patentiert, der Klemmhalter kam 1879 in den Vereinigten Staaten erstmals auf den Markt. Neben den Klemmhaltern wurden auch Pendelhalter entwickelt, die lose über die Zweige gehängt und durch ein herabhängendes Gewicht aufrecht gehalten werden. Eine besondere Form sind sogenannte „Berliner Kerzenhalter“, die nicht an den Zweigen befestigt, sondern in den Stamm des Weihnachtsbaumes geschraubt werden.
Im Jahr 1901 bewarb die General Electric Company mit einer Anzeige die ersten elektrischen Christbaumkerzen. Bereits sechs Jahre zuvor hatte der Präsident der Vereinigten Staaten, Grover Cleveland, seinen Tannenbaum im Weißen Haus mit über hundert bunten elektrischen Kerzen schmücken lassen. Die elektrische Christbaumbeleuchtung verbreitete sich seit den 1920er Jahren allmählich. Seit den 1950er-Jahren fanden elektrische Kerzen aus Sicherheitsgründen immer mehr Verwendung.

### Lametta und Schleifen
Das Lametta wurde 1878 als Neuerung in Nürnberg entwickelt. Als Christbaumbehang symbolisiert Lametta das Aussehen von Eiszapfen und wurde deshalb ursprünglich ausschließlich in silberner Farbe hergestellt. Gegen Ende des 20. Jahrhunderts kam auch Goldlametta auf. Statt Lametta werden mancherorts auch Schleifen oder Bänder verwendet.